# 杁池公園車站

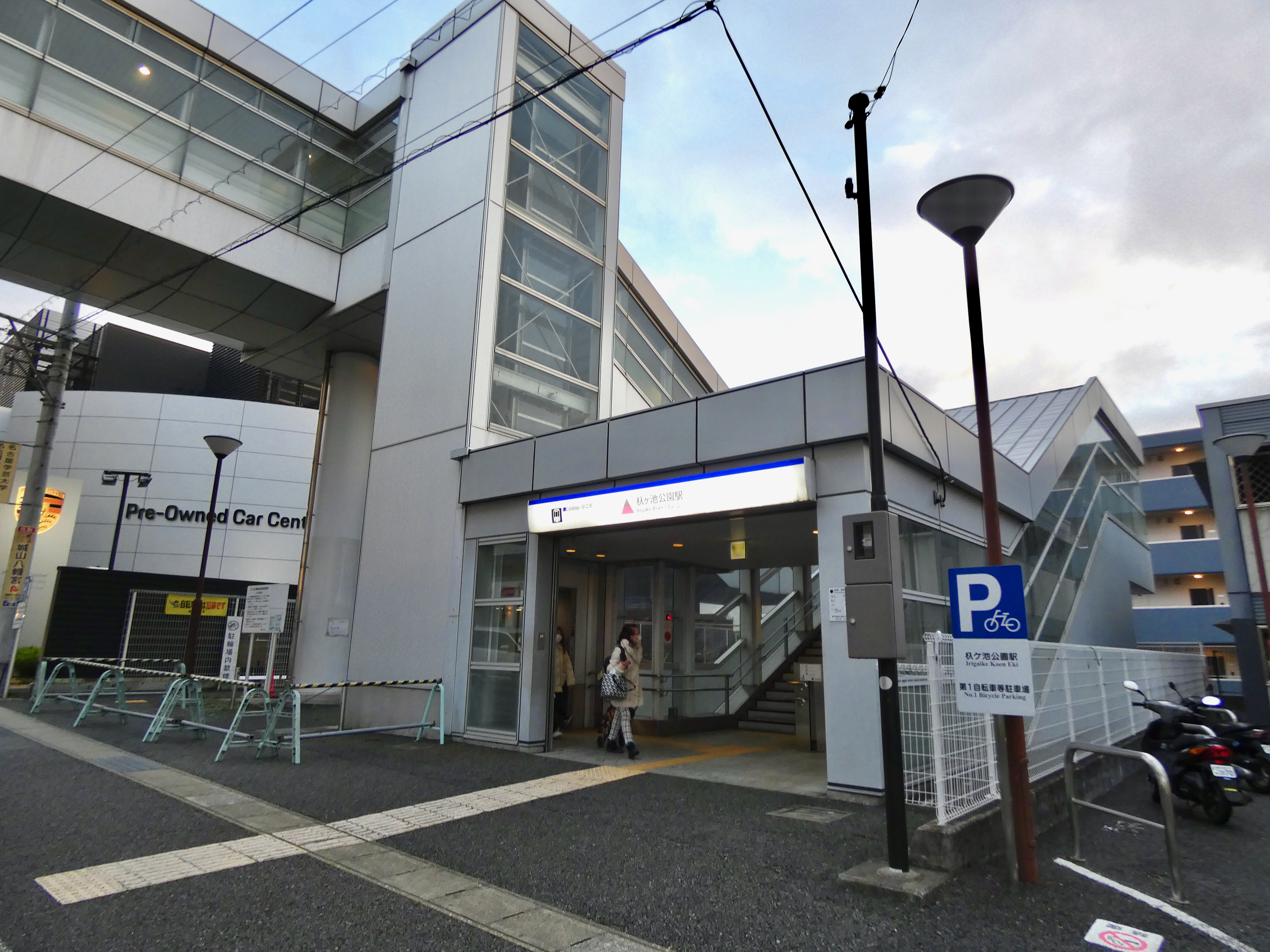
車站入口（2023年12月）

杁池公園站（日语：／ Irigaike-kōen eki */?）是一位於日本愛知縣長久手市杁池（杁ヶ池）的愛知高速交通東部丘陵線（Linimo）沿線車站。車站編號為L03。

## 車站結構
為擁有1面2線之島式月台之高架車站。本站於出入口設置2座電梯與站內設置電梯1座以配合無障礙環境。為了乘客的安全起見在第1及第2月台，皆設置了可動式月台門。

### 月台配置
| 月台 | 路線        | 目的地                      |
| ---- | ----------- | --------------------------- |
| 1    | ■東部丘陵線 | 愛·地球博紀念公園、八草方向 |
| 2    | ■東部丘陵線 | 藤丘方向                    |

## 相鄰車站
愛知高速交通
■東部丘陵線（Linimo）
花水木（L02）－杁池公園（L03）－長久手古戰場（L04）

## 外部連結
- 杁池公園站 （页面存档备份，存于） - 愛知高速交通